# Weiße Türken
Weiße Türken (türkisch Beyaz Türkler) ist ein in der Türkei gebrauchtes politisches Schlagwort für die urbane republikanische Elite. Weiße Türken stehen in einem gedachten Gegensatz zu den sogenannten Schwarzen Türken (Kara Türkler oder Siyah Türkler), womit islamisch geprägte Türken anatolischer Herkunft bezeichnet werden.
Das Begriffspaar steht im Zusammenhang mit der Herausbildung einer Mittelschicht seit Ende des 20. Jahrhunderts und ist Ausdruck eines Elitebewusstseins und auch einer Verächtlichmachung einer als rückständig empfundenen Bevölkerungsschicht. Zivilisierungsbestrebungen waren Bestandteil der Vorstellungswelt sämtlicher türkischen Eliten seit den Tanzimat-Reformen.
Als Erfinder des Begriffs gilt der Journalist Ufuk Güldemir in seinem Buch „Teksas Malatya“ von 1992. Mit dem Begriff der Weißen Türken wollte er in Analogie zu den amerikanischen White Anglo-Saxon Protestant eine alte Elite beschreiben, die den damaligen türkischen Ministerpräsidenten Turgut Özal wegen dessen kurdischer Abstammung, Religiosität und fehlenden Wehrdienstes ablehnte. Der Begriff wurde in der Folge auch von der Soziologin Nilüfer Göle aufgenommen, von türkischen Kolumnisten popularisiert und von Journalisten und Politologen verwendet, um verschiedene soziale Milieus in der Türkei zu bezeichnen.
In einer ironischen Annäherung an das Begriffspaar schrieb Mümin Sekman in seinem Buch Türk Usulü Başarı von 2001 unter anderem, Schwarze Türken hörten Arabeske Musik, Weiße Türken jedoch westliche Musik. Die Ehen Schwarzer Türken würden arrangiert, Weiße Türken wählten ihre Partner selbst. Weiße Türken treffe man auf Flughäfen an, Schwarze Türken bevorzugten Busbahnhöfe.
Der Chefredakteur der Hürriyet, Ertuğrul Özkök, rechnet sich selbst zu den Weißen Türken und beschreibt sie folgendermaßen: „Sie wohnen hauptsächlich in Küstenregionen, sind sensibel, wenn es um Säkularismus geht. Sie trinken Alkohol, haben eine hohe Kaufkraft, einen westlichen Lebensstil und die Frauen tragen keine Kopftücher.“
Der damalige Ministerpräsident Recep Tayyip Erdoğan bezeichnete sich selbst als Schwarzen Türken.